# 北一色町 (愛西市)
北一色町（きたいしきちょう）は、愛知県愛西市の地名。字が6つ設定されている。

## 地理
愛西市南東部に位置し、善太川上流域にあたる。

### 字一覧
（五十音順・読みはyahoo地図による）
- 北田面（きただめん）
- 四町（しちょう）
- 証文（しょうもん）
- 昭和（しょうわ）
- 西田面（にしだめん）
- 東田面（ひがしだめん）

### 河川
当地すぐ北側を善太川が流れている。

## 歴史

### 由来
市腋島（いちえじま・市江村を参照）新田の西条を南一色と称したのに対応する地名だという（『尾張国地名考』）。

### 沿革
- 江戸時代 - 尾張国海東郡の尾張藩領の村の北一色村として成立。佐屋代官所支配。
- 1887年（明治20年） - 西善太新田の一部を編入。
- 1889年（明治22年） - 海東郡佐依木村の大字北一色となる。
- 1906年（明治39年） - 佐屋村の大字北一色となる。
- 1955年（昭和30年） - 佐屋町の大字となる。
- 2005年（平成17年）4月1日 - 愛西市成立に伴って、北一色町に改称。

## 世帯数と人口
2019年（令和元年）5月1日現在の世帯数と人口は以下の通りである。
| 町丁     | 世帯数    | 人口    |
| -------- | --------- | ------- |
| 北一色町 | 1,271世帯 | 3,371人 |

### 人口の変遷
国勢調査による人口の推移
| 2005年（平成17年） | 3,444人 | [ 7 ] |  |
| 2010年（平成22年） | 3,459人 | [ 8 ] |  |
| 2015年（平成27年） | 3,419人 | [ 9 ] |  |

## 小・中学校の学区
市立小・中学校に通う場合、学区は以下の通りとなる。
| 番・番地等 | 小学校             | 中学校             |
| ---------- | ------------------ | ------------------ |
| 全域       | 愛西市立佐屋小学校 | 愛西市立佐屋中学校 |

## 交通
- 愛西市巡回バス（2020年4月1日現在）[11]

|    | 停留所名       | ルート           |
| -- | -------------- | ---------------- |
| 3  | 中央保育園     | 佐屋西、佐屋中央 |
| 4  | 北一色         | 佐屋西、佐屋中央 |
| 16 | 垣見鉄工       | 佐屋西、佐屋東   |
| 18 | ピアゴ佐屋店西 | 佐屋西、佐屋東   |

### 道路
- 愛知県道105号富島津島線

## 施設
- 佐屋中央保育園
- 名古屋銀行愛西支店
- ピアゴ佐屋店
- フコク東海佐屋工場
- 天理教本正義分教会
- 天理教本愛福分教会
- ミワクリーニング佐屋工場
- 真宗大谷派永敬寺
- 八幡社

## その他

### 日本郵便
- 郵便番号 : 496-0905[3]（集配局：津島郵便局[12]）。